# Octubre Centro de Cultura Contemporánea

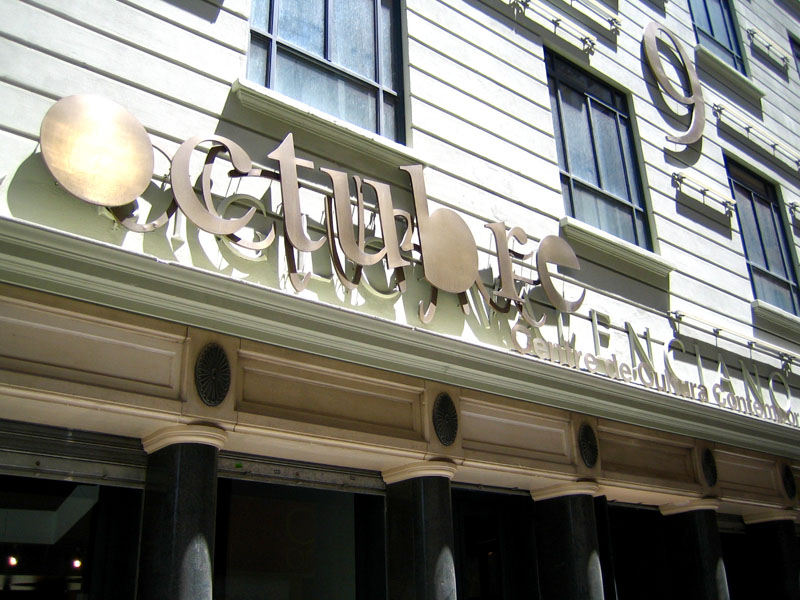
Fachada del OCCC.

El Octubre Centre de Cultura Contemporània (en castellano Octubre Centro de Cultura Contemporánea, OCCC) es un centro cultural situado en la ciudad de Valencia (España), y ubicado en el antiguo edificio de El Siglo Valenciano tras su adquisición por parte de Acció Cultural del País Valencià (ACPV) en 2004 y subsiguiente apertura en octubre del 2006. El OCCC se encuentra en la calle de San Fernando, una calle céntrica, muy cercana a la Plaza del Mercado y a la Plaza del Ayuntamiento. Actualmente es la sede de ACPV y otras entidades pancatalanistas, que realizan allí exposiciones y otros actos públicos, y es considerada como "la casa del pancatalanismo en Valencia".
Con unas subvenciones cuya suma total asciende a casi 3 millones de euros, entre 2003 y 2007 la Generalidad de Cataluña pagó buena parte de los costes de adquisición y rehabilitación del edificio El Siglo Valenciano, edificio en el que, en épocas anteriores, se encontraban ubicados unos emblemáticos almacenes, para ser convertido ahora en la sede de ACPV y del conglomerado de entidades de Eliseu Climent. Además, la Generalidad de Cataluña paga anualmente los 670.000 euros de la cuota de la hipoteca de esta sede.
Además de un centro en el que se realizan exposiciones culturales, también se llevan a cabo multitud de actos políticos de partidos como Compromís, que celebró elecciones primarias y debates de sus candidatos en dicho centro, Esquerra Republicana de Catalunya, o de la delegación valenciana de este, Esquerra Republicana del País Valencià.

## El edificio
Antiguamente, El Siglo Valenciano fue una clase de grandes almacenes del textil que consiguió mucha fama en Valencia. Fue erigido el 1879. A finales del siglo XX, ya se encontraba en desuso y en mal estado. Las obras de restauración, tras su adquisición por ACPV, entre el 2004 y el 2006 y dirigidas por el arquitecto valenciano Carles Dolç, han conservado la mayor parte su estructura y especialmente algunos elementos como una sección de la muralla árabe de la ciudad y un fresco en la librería.

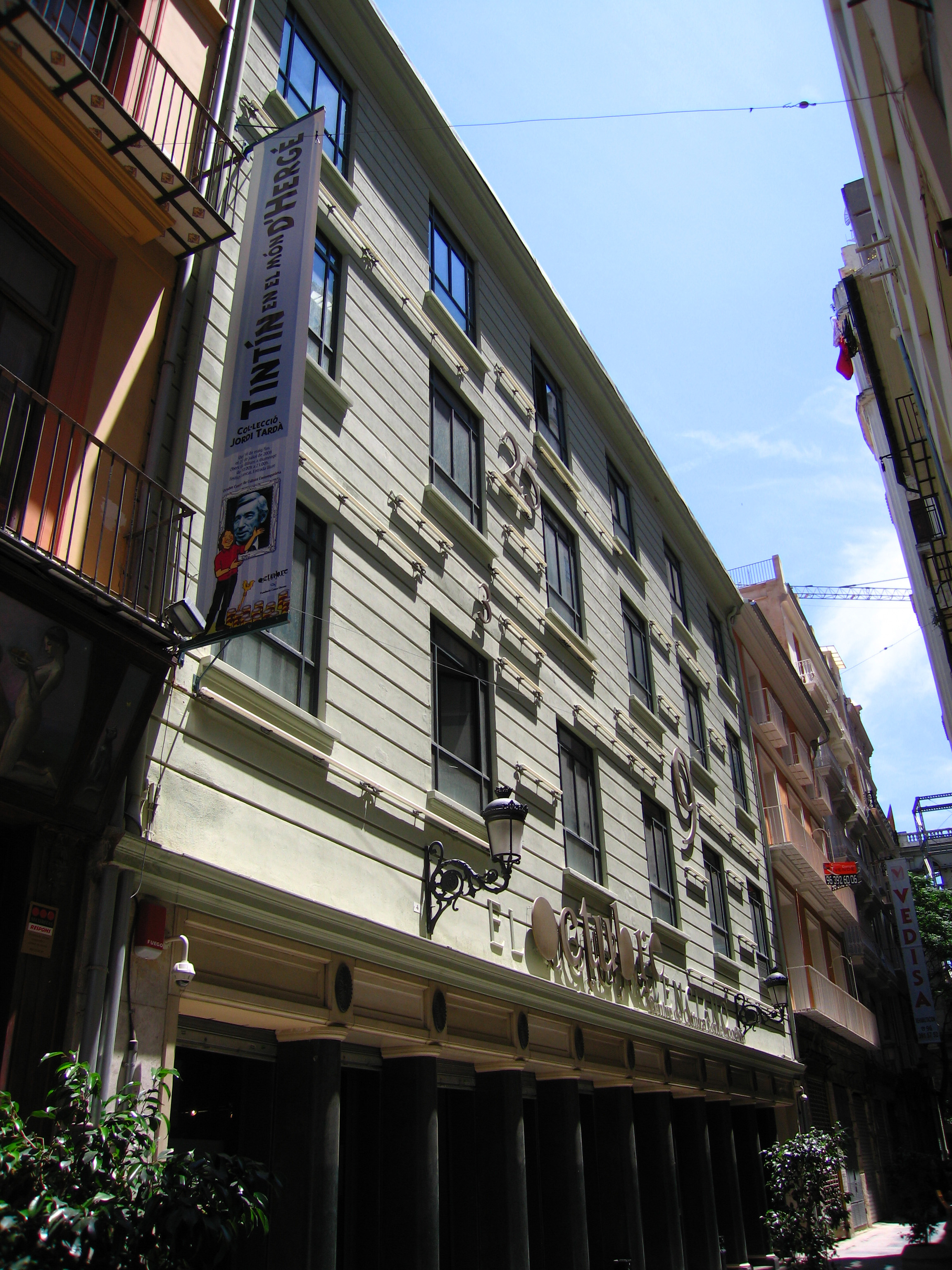
Vista del edificio desde la calle.

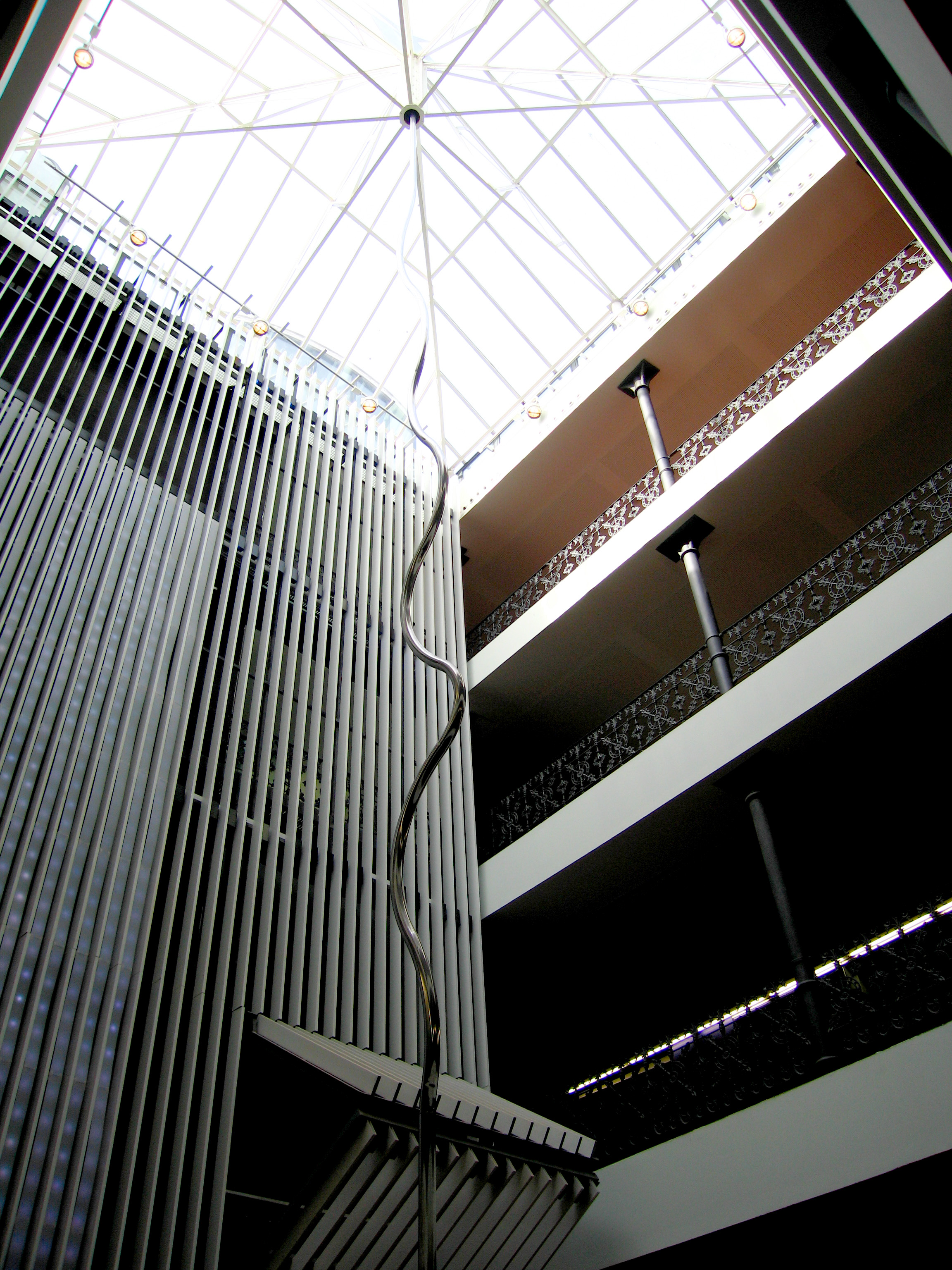
Escultura de Andreu Alfaro.

En la fachada de la calle San Fernando se ha añadido una serie de rótulos relevantes. Aparte del nombre oficial de Octubre Centre de Cultura Contemporània, hay otro, de color más neutro, que todavía proclama la antigua función del centro: El Siglo Valenciano. Luces de neón iluminan la fachada cambiante continuamente entre el rojo, el azul y el amarillo. Además, en la fachada aparecen determinadas cifras, significativas por su referencia a distintas fechas históricas, como el número 9, que alude al 9 de octubre de 1238, día de la entrada de Jaime I el Conquistador en Valencia.
Dentro, el edificio se divide en tres plantas de galerías, más la baja que forma un espacio abierto. Hay un vano en cada una de las dos plantas restantes que permite que la luz del techo transparente entre a todas ellas. A lo largo de una de las paredes, desde el techo hasta el suelo, hay un enorme escultura de luces, la cual se ilumina en varios colores según el clima exterior mediante un sensor. Este sensor es el punto culminante de una escultura de Andreu Alfaro, un tubo de aluminio, que une la planta baja con el techo de vidrio y se sitúa justo al medio del espacio central. 
En la parte superior hay una azotea con vistas a la Ciutat Vella. En la misma azotea hay un espacio cubierto que sirve de sala de actos. También cuenta con un sótano que contiene un espacio de exposiciones, servicios y un pequeño teatro, además de una sección de la antigua muralla árabe que ha sido restaurada y protegida por vidrio resistente, sobre la que se puede pasear. En total, el edificio cuenta con 3.500 m². 
El edificio se divide entre la planta baja y el sótano, de entrada pública; la primera planta, dónde están las aulas y dónde también se hacen las conferencias; y la segunda y la tercera plantas, utilizadas para despachos y de acceso restringido. El acceso a cada planta se hace a través de dos ascensores modernos y uno antiguo, que es el original del edificio y que fue el primer elevador de la ciudad.

## Actualidad

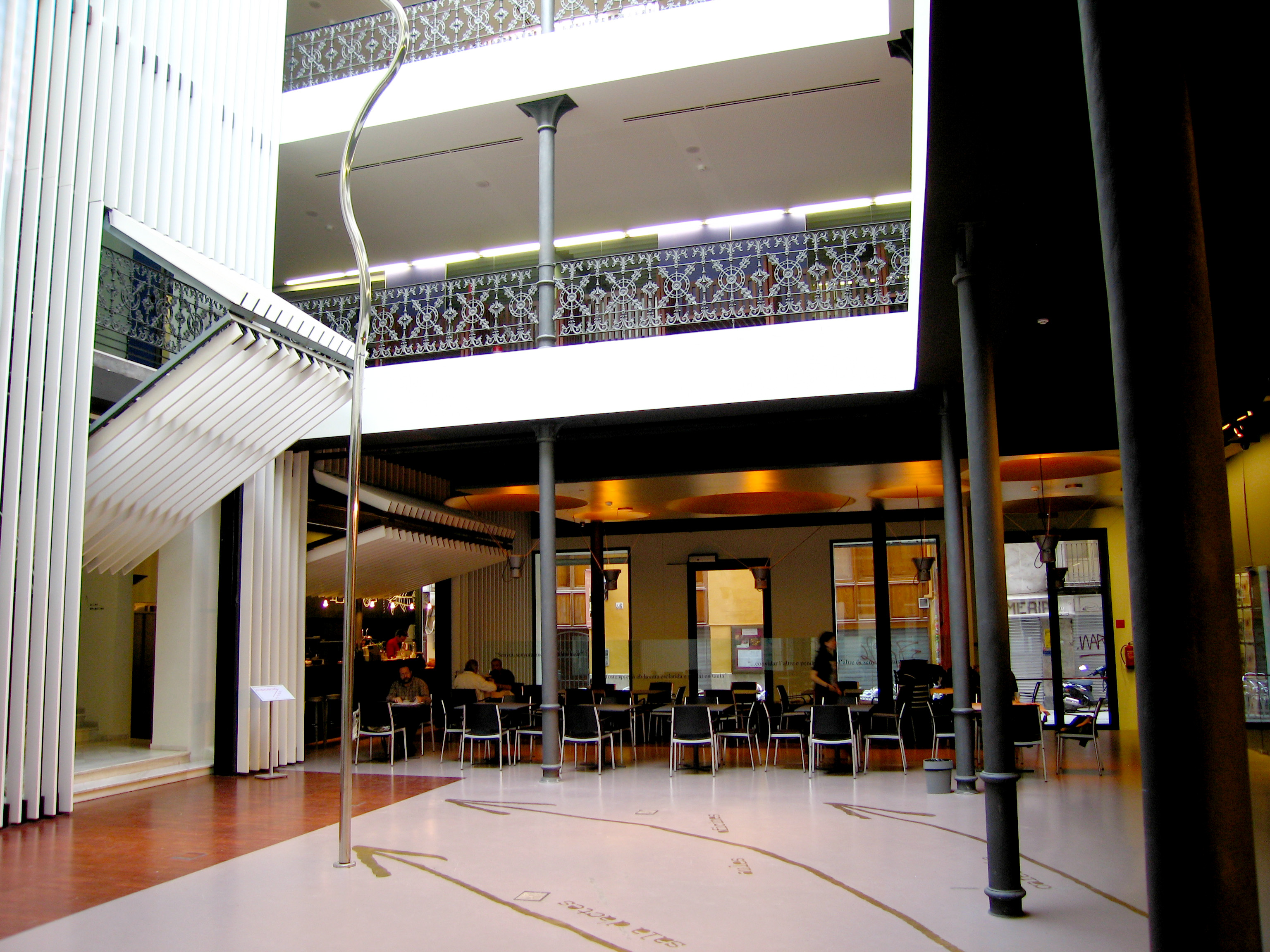
Planta baja.

En la actualidad, en el centro se realizan actos políticos y exposiciones culturales, además de ser el lugar donde tienen su sede las asociaciones del conglomerado de Eliseu Climent: Acció Cultural del País Valencià, la Institución Cívica y de Pensamiento Joan Fuster, la Sociedad Valenciana de Ciencias de la Salud Joan B. Peset, el Instituto Ignasi Villalonga d'Economia i Empresa, la Fundación Ausiàs March, la Fundación Josep Renau, el Espacio Ciencia o el Instituto Internacional d'Estudios Borgianos. El edificio también alberga la librería Tres i Quatre.
Otro aspecto importante son las clases de idiomas que imparte el Centro Carles Salvador. El semanario El Temps, publicación catalanista y simpatizante con la izquierda nacionalista e independentista, también tiene su sede en el edificio.

## Oferta cultural

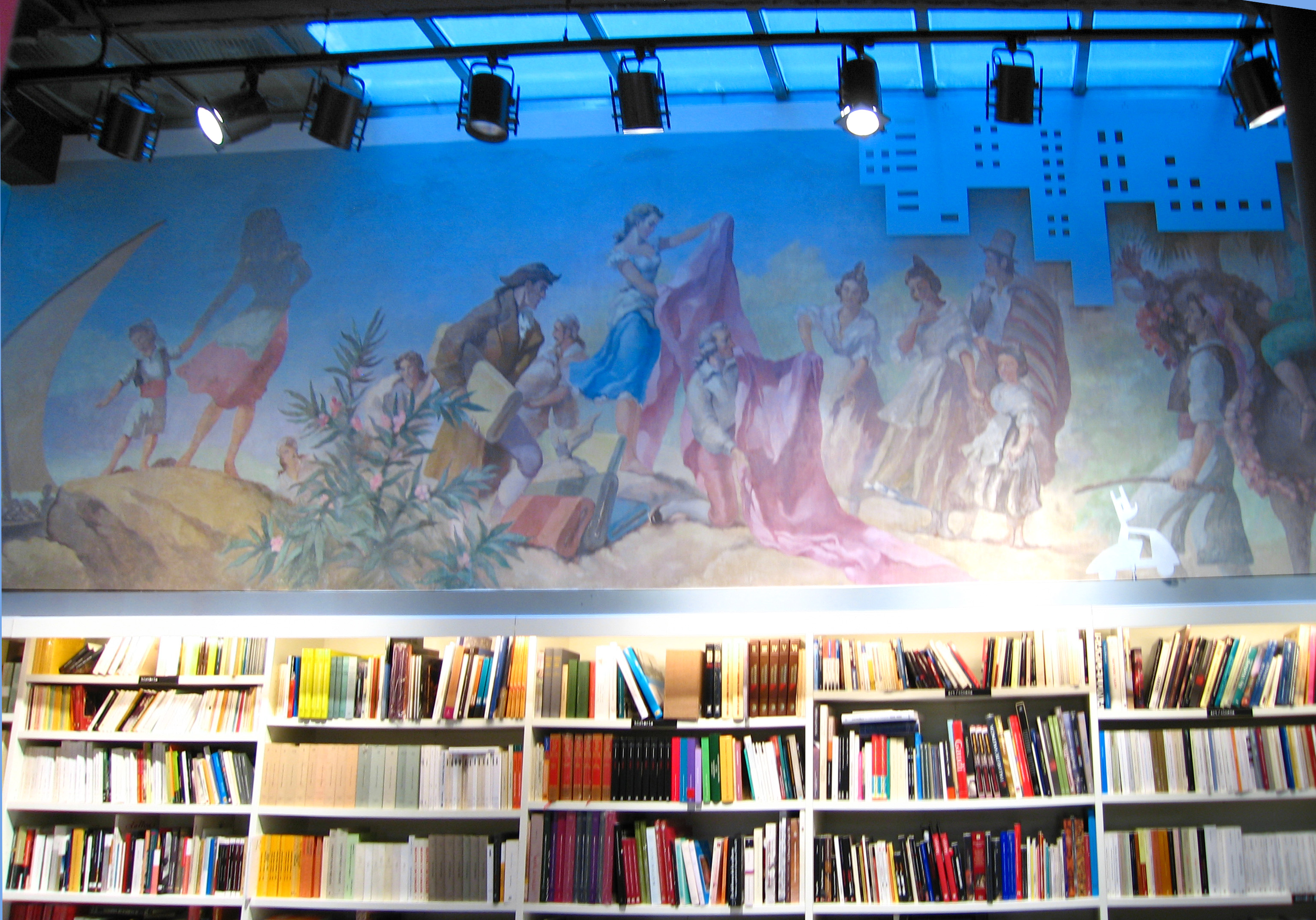
Mural y librería Tres i Quatre.

Como sede principal de la asociación privada ACPV, conocida por su posicionamiento pancatalanista en materia política, en el OCCC se llevan a cabo exposiciones de temas propios de la cultura catalana, como el centenario del Instituto de Estudios Catalanes. También se tratan temas culturales valencianos, como la vida y obra del cartelista Josep Renau así como, en ocasiones, temas poco habituales, como la figura de Marilyn Monroe o el personaje de cómic Tintín.
Se organiza un amplio abanico de actividades bajo la etiqueta de "cultura contemporánea", como presentaciones de libros, la entrega de los Premios Octubre). También se pueden comprar libros en la librería Tres y Quatre, propiedad del propio Eliseu Climent. Es, asimismo, un lugar de encuentro entre políticos de tendencia catalanista o pancatalanista, y de otros agentes sociales. Los ciclos de música ofrecen conciertos de música pop, folk y experimental. El centro propone sesiones de teatro en catalán y visitas guiadas por Ciutat Vella.